# Asparagus pearsonii
Asparagus pearsonii — вид рослин із родини холодкових (Asparagaceae).

## Біоморфологічна характеристика
Це напівкущ 100 см заввишки.

## Середовище проживання
Ареал: ПАР (Капські провінції), Намібія.